# Loulay
Loulay ist eine französische Gemeinde mit 761 Einwohnern (Stand: 1. Januar 2022) im Département Charente-Maritime in der Region Nouvelle-Aquitaine (vor 2016: Poitou-Charentes); sie gehört zum Arrondissement Saint-Jean-d’Angély und zum Kanton Saint-Jean-d’Angély. Die Einwohner werden Loulaysiens und Loulaysiennes genannt.

## Geographie
Loulay liegt etwa 50 Kilometer ostsüdöstlich von La Rochelle in der Saintonge. Hier entspringt die Trézence. Umgeben wird Loulay von den Nachbargemeinden Vergné im Norden, La Jarrie-Audouin im Osten und Südosten, Antezant-la-Chapelle im Südosten und Süden, Essouvert im Süden sowie Lozay im Westen.

## Bevölkerungsentwicklung
| Jahr                       | 1962 | 1968 | 1975 | 1982 | 1990 | 1999 | 2006 | 2019 |
| Einwohner                  | 702  | 764  | 667  | 728  | 786  | 759  | 738  | 751  |
| Quellen: Cassini und INSEE |      |      |      |      |      |      |      |      |

## Sehenswürdigkeiten
- Neoromanische Kirche Sainte-Trinité, 1860 erbaut
- Museum landwirtschaftlicher Traditionen

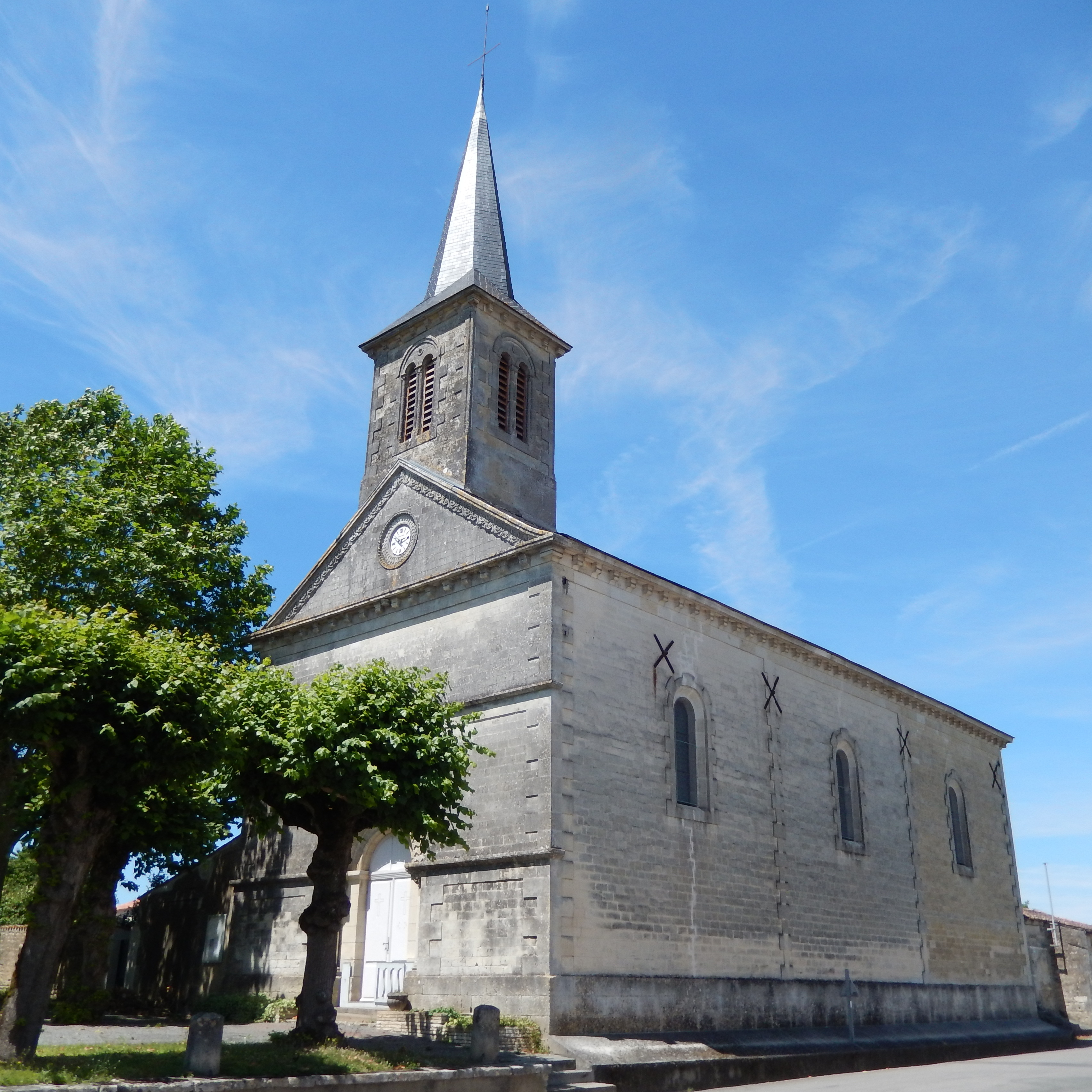
Kirche Sainte-Trinité